# Half Hour of Power
Half Hour of Power è l'EP di debutto della band canadese Sum 41, pubblicato il 27 giugno 2000 dalla Big Rig Records, sussidiaria della Island Records.
L'EP è dedicato alla memoria ("in loving memory") della band Closet Monster.
Il titolo dell'album è un riferimento alla sua durata, che è appunto di 30 minuti (alcuni minuti di silenzio sono stati aggiunti nella traccia finale per raggiungere questo risultato).
La canzone Summer appare anche in All Killer No Filler, mentre Dave's Possessed Hair/It's What We're All About è stata registrata in una nuova versione con Kerry King e pubblicata come singolo con il titolo What We're All About.

## Tracce
1. Grab the Devil by the Horns and Fuck Him Up the Ass – 1:07
2. Machine Gun – 2:29
3. What I Believe – 2:50
4. T.H.T. – 0:44
5. Makes No Difference – 3:11
6. Summer – 2:42
7. 32 Ways to Die – 1:31
8. Second Chance for Max Headroom – 3:51
9. Dave's Possessed Hair/It's What We're All About – 3:48
10. Ride the Chariot to the Devil – 0:55
11. Another Time Around – 6:52

## Formazione
Sum 41
- Deryck Whibley – voce, chitarra ritmica
- Dave Baksh – chitarra solista, voce secondaria
- Cone McCaslin – basso, voce secondaria
- Steve Jocz – batteria, percussioni

Altri musicisti
- Sarah McElcheran – corno in Second Chance for Max Headroom
- Steven Donald – corno in Second Chance for Max Headroom
- MC Shan – voce aggiuntiva in It's What We're All About